# Júpiter (Flórida)
Jupiter é uma cidade localizada no estado americano da Flórida, no condado de Palm Beach. Foi incorporada em 9 de fevereiro de 1925.

## Geografia
De acordo com o United States Census Bureau, a cidade tem uma área de 60,2 km², onde 55,6 km² estão cobertos por terra e 4,6 km² por água.

### Localidades na vizinhança
O diagrama seguinte representa as localidades num raio de 16 km ao redor de Jupiter.

## Demografia
Segundo o censo nacional de 2010, a sua população é de 55 156 habitantes e sua densidade populacional é de 991,9 hab/km². Possui 29 825 residências, que resulta em uma densidade de 536,35 residências/km².